# Igorre
Pour les articles homonymes, voir Yurre.
Igorre en basque ou Yurre en espagnol est une commune de Biscaye dans la communauté autonome du Pays basque en Espagne.
Le nom officiel de la ville est Igorre.

## Toponymie
On pense que Yurre est un phythonyme provenant de la langue basque, bien que sa signification soit problématique. Le plus habituel est généralement de le mettre en rapport avec zihaurri, sureau en basque. D'autres comme Luis Maria Mujika pensent que Yurre provient du mot inhaurri, qui signifie de la bruyère.
Yurre est un toponyme assez commun en Pays basque. Outre cette municipalité de Biscaye, il y a un village d'Alava appelé aussi Yurre, le principal quartier d'Olaberria (Guipuscoa) s'appelle Yurre ainsi qu'une autre municipalité de Biscaye, est appelée Yurreta, toponyme dans la racine duquel paraît figurer le même mot. Toutefois tous ces lieux sont appelés aussi en basque Iurre-, tandis que la municipalité biscaïenne de Yurre reçoit en basque un nom différent : Igorre.
On ne sait pas par conséquent si Igorre, nom basque de la population, est le fruit d'une évolution phonétique locale du toponyme primitif I()urre → Ig(u)rre → Igorre, ou s'il s'agit d'un toponyme avec une origine étymologique différente qui est transcrite du basque au castillan a été assimilé au toponyme Ihurre-Yurre.
Le nom castillan a été historiquement officiel. En 1981 la mairie a adopté le nom basque de la localité comme seule dénomination officielle.

## Géographie

### Quartiers
Les quartiers d'Igorre sont: Basauntz, Garbe, Loiate, Olabarri, San Juan, Urkizu, Santa Lutzia et Elexalde comme quartier principal (mairie, église).

## Personnalités liées à la commune
- Iban Mayo (1977- ), cycliste professionnel

### Sources
- (es) Cet article est partiellement ou en totalité issu de l’article de Wikipédia en espagnol intitulé « Yurre » (voir la liste des auteurs).